# الكساد الاقتصادي في فنلندا أوائل تسعينات القرن العشرين
الكساد الاقتصادي في فنلندا أوائل تسعينات القرن العشرين إحدى أسوأ الأزمات في تاريخ فنلندا الاقتصادي من حيث آثاره الاقتصادية، وأسوأ من كساد الثلاثينات في فنلندا.
أثـّر كساد 1991-1993 الاقتصادي عميقاً في الاقتصاد الفنلندي في كل فترة التسعينات (وخصوصا البطالة)، في الثقافة والسياسة والأجواء العامة. انخفض خلالها إجمالي الناتج القومي 13 ٪ وارتفعت نسبة البطالة من من 3،5٪ إلى 18،9٪.